# سرجیو عمر المرون
سرجیو عمر المرون (انگلیسی: Sergio Omar Almirón؛ زادهٔ ۱۸ نوامبر ۱۹۵۸) بازیکن فوتبال اهل آرژانتین است.
از باشگاه‌هایی که در آن بازی کرده‌است می‌توان به باشگاه فوتبال تیگرس اونال، باشگاه فوتبال استودیانتس، و باشگاه فوتبال نیولز اولد بویز اشاره کرد.
وی همچنین در تیم ملی فوتبال آرژانتین بازی کرده‌است.